# Jim Gillette
Jim Gillette (James Gillette) (10 de noviembre de 1958, Los Ángeles, California)  es un vocalista estadounidense de glam metal y hard rock, popular por haber sido el vocalista de la banda Nitro.

## Carrera
Gillette lanzó un álbum solista en 1987 antes de hacer parte de la agrupación Nitro en 1987 con el virtuoso guitarrista Michael Angelo Batio. Con dicha banda grabó dos álbumes de estudio: O.F.R. en 1988 y Nitro II: H.W.D.W.S. en 1991. 
Jim Gillette en 1994 se casó con la vocalista de Hard Rock Lita Ford, y es entrenador de artes marciales y cultura física, además hacía apariciones esporádicas junto a su exesposa en presentaciones en vivo.

## Discografía

### Con Tuff
- 1986: Knock Yourself Out

### Solo
- 1987: Proud to Be Loud

### ConNitro
- 1989: O.F.R.
- 1991: Nitro II: H.W.D.W.S.
- 1999: Gunnin' for Glory

### Con Organ Donor
- 2001: The Ultra Violent
- Better Off Dead